# Lucas Bueno
Lucas Bueno Nuño (Campillo de Aragón, 1599-7 de septiembre de 1668) fue un prelado católico español que llegó a ser obispo de Malta de 1666 a 1668.

## Biografía
Nacido en Campillo de Aragón, localidad aragonesa parte de las posesiones de la Orden del Hospital. Lucas fue el cuarto hijo de Lucas Bueno y María Nuño y fue bautizado el 14 de abril de 1599. Ingresó en la orden de San Juan del Hospital como uno de sus hermanos. Lucas llegó a ser comendador de la orden en La Almolda y de Samper.
Alcanzó posteriormente el rango de prior en 1650 y fue secretario de su gran maestre, el mallorquín Rafael Cotoner. Durante su periodo en Italia, obtendría una copia de la Sábana Santa de Turín, que donó a su localidad natal en 1652. Bueno fue nombrado arzobispo titular de Tesalónica el 15 de septiembre de 1664. Contó para ello con el respaldo del Consejo de Italia de la Monarquía Hispánica, que apreciaba su talante antifrancés y particularmente que hubiera denegado a la flota francesa el uso del puerto de Malta durante la guerra de Candía.
Después de que la sede episcopal de Malta hubiera estado vacante durante tres años, el antiguo inquisidor de Malta y ahora papa Alejandro VII, nominó a Bueno a obispo de Malta el 15 de diciembre de 1666. Posteriormente, fue también nominado a arzobispo titular de Rossano. El inquisidor Ranuzzi escribió que Bueno era famoso por su gentileza con las personas. Durante su episcopado celebró un sínodo diocesano en 1668 y publicó unas constituciones. Murió al poco de los dos años de pontificado como obispo de Malta.